# National League
National League (NL) – jedna z dwóch lig będących częściami Major League Baseball. Nazywana czasem Senior Circuit w odróżnieniu od American League (Junior Circuit), ligi powstałej 25 lat później.
National League założono 2 lutego 1876 z inicjatywy Williama Hulberta, biznesmena z Chicago i zastąpiła rozwiązaną rok wcześniej ligę National Association of Professional Base Ball Players (NAPBBP). Do National League należało początkowo osiem zespołów:
- Chicago White Stockings – wcześniej w NAPBBP (dziś Chicago Cubs, niemający nic wspólnego z Chicago White Sox)
- Philadelphia Athletics – wcześniej w NAPBBP (wydalony z ligi po sezonie 1876)[4]
- Boston Red Stockings – wcześniej w NAPBBP, po przejściu do National League zmienił nazwę na Boston Red Caps[1] (dziś Atlanta Braves, niemający nic wspólnego z Boston Red Sox z American League)
- Hartford Dark Blues – wcześniej w NAPBBP (rozwiązany po sezonie 1877)[5]
- Mutual of New York – wcześniej w NAPBBP (wydalony z ligi po sezonie 1876)[4]
- St. Louis Brown Stockings – wcześniej w NAPBBP (rozwiązany po sezonie 1877)[6]
- Cincinnati Red Stockings (wydalony z ligi po sezonie 1880)[7]
- Louisville Grays (rozwiązany po sezonie 1877)[6].

Pierwszy mecz w National League miał miejsce 22 kwietnia 1876 pomiędzy Boston Red Caps i Philadelphia Athletics w obecności 3000 widzów. W 1882 powstała konkurencyjna liga American Association, której, w latach 1884–1890, zwycięzca przystępował do rywalizacji ze zwycięzcą National League w ramach World Series. American Association została rozwiązana po sezonie 1891 po tym, jak kilka zespołów przeszło do National League.
W 1901 roku założono American League i dwa lata później po raz pierwszy rozegrano World Series, do której przystąpił zwycięzca tej ligi i zwycięzca National League. Od 1900 do 1961 roku National League tworzyło osiem zespołów:
- Boston Beaneaters (w późniejszym okresie jako Boston Braves i Milwaukee Braves, od 1966 roku Atlanta Braves)
- Brooklyn Superbas (w późniejszym okresie jako Brooklyn Dodgers, od 1958 roku Los Angeles Dodgers)
- Chicago Orphans (od 1903 roku Chicago Cubs)
- Cincinnati Reds
- New York Giants (od 1958 roku San Francisco Giants)
- Philadelphia Phillies
- Pittsburgh Pirates
- St. Louis Cardinals.

W 1962 do ligi przystąpiły dwa zespoły New York Mets i Houston Colt .45s (od 1965 jako Houston Astros), a w 1969 kolejne dwa San Diego Padres i Montreal Expos, co spowodowało podział ligi na dwie dywizje, wschodnią (East Division) i zachodnią (West Division), po sześć zespołów. W 1993 dołączyły Colorado Rockies i Florida Marlins (w 1994 utworzono nową, trzecią dywizję – Central Division), zaś pięć lat później Arizona Diamondbacks i Milwaukee Brewers z American League, po czym National League liczyła 16 zespołów, a American League 14. W 1997 w Major League Baseball wprowadzono interleague play, dzięki czemu zespoły z National i American League mogą rozgrywać mecze między sobą w czasie trwania sezonu zasadniczego. W 2012 w celu wyrównania liczby drużyn w każdej z lig, do American League dołączył zespół Houston Astros.

## Zespoły
| Klub                    | Miasto               | Stadion                  | Założony             | W lidze od           |                      |                      |
| National League East    | National League East | National League East     | National League East | National League East | National League East | National League East |
| ----------------------- | -------------------- | ------------------------ | -------------------- | -------------------- | -------------------- | -------------------- |
| Atlanta Braves          | Atlanta              | Truist Park              | 1871                 | 1876                 |                      |                      |
| Miami Marlins           | Miami                | Marlins Park             | 1993                 | 1993                 |                      |                      |
| New York Mets           | Nowy Jork            | Citi Field               | 1962                 | 1962                 |                      |                      |
| Philadelphia Phillies   | Filadelfia           | Citizens Bank Park       | 1883                 | 1883                 |                      |                      |
| Washington Nationals    | Waszyngton           | Nationals Park           | 1969                 | 1969                 |                      |                      |
| National League Central |                      |                          |                      |                      |                      |                      |
| Chicago Cubs            | Chicago              | Wrigley Field            | 1870                 | 1876                 |                      |                      |
| Cincinnati Reds         | Cincinnati           | Great American Ball Park | 1881                 | 1890                 |                      |                      |
| Milwaukee Brewers       | Milwaukee            | Miller Park              | 1969                 | 1998                 |                      |                      |
| Pittsburgh Pirates      | Pittsburgh           | PNC Park                 | 1882                 | 1887                 |                      |                      |
| St. Louis Cardinals     | St. Louis            | Busch Stadium            | 1882                 | 1892                 |                      |                      |
| National League West    |                      |                          |                      |                      |                      |                      |
| Arizona Diamondbacks    | Phoenix              | Chase Field              | 1998                 | 1998                 |                      |                      |
| Colorado Rockies        | Denver               | Coors Field              | 1993                 | 1993                 |                      |                      |
| Los Angeles Dodgers     | Los Angeles          | Dodger Stadium           | 1883                 | 1890                 |                      |                      |
| San Diego Padres        | San Diego            | Petco Park               | 1969                 | 1969                 |                      |                      |
| San Francisco Giants    | San Francisco        | Oracle Park              | 1883                 | 1883                 |                      |                      |